# Superligaen 2018-2019
La Superligaen 2018-2019 è stata la 106ª edizione della Superligaen, la massima serie del calcio danese, che si è disputata tra il 13 luglio 2018 ed il 25 maggio 2019. Il Copenaghen ha vinto il titolo per la tredicesima volta nella sua storia.

## Stagione

### Novità
Al termine della scorsa edizione, il Silkeborg, il Lyngby e l'Helsingør sono state retrocesse in 1.Division, mentre sono state promosse dalla 1.Division il Vejle, il Vendsyssel e l'Esbjerg.

### Formula
La formula è la stessa dell'edizione precedente.
Le 14 squadre partecipanti si affrontano in gironi di andata-ritorno e i successivi play-off e play-out.  Il campionato danese si divide sostanzialmente in 2 fasi: la prima fase, in cui ogni squadra gioca 26 partite (sono 14 squadre e ognuna gioca andata e ritorno) e la seconda fase, divisa a sua volta in play-off e in play-out. Al termine della stagione solo la squadra campione si qualificherà per il secondo turno preliminare della UEFA Champions League 2019-2020. Le squadre classificate al secondo e al terzo posto si qualificheranno rispettivamente per il secondo e per il primo turno di qualificazione della UEFA Europa League 2019-2020. Dopo i play-off e i Play-out si saprà la terza squadra che approderà in UEFA Europa League 2019-2020 e quelle retrocesse in 1. Division 2019-2020.

## Squadre partecipanti
| Club         | Stagione | Città      | Stadio                    | Stagione precedente      |
| ------------ | -------- | ---------- | ------------------------- | ------------------------ |
| Aalborg      | dettagli | Aalborg    | Aalborg Portland Park     | 5º posto in Superligaen  |
| Aarhus       | dettagli | Aarhus     | Atletion                  | 10º posto in Superligaen |
| Brøndby      | dettagli | Brøndby    | Brøndby Stadion           | Campione di Danimarca    |
| Copenaghen   | dettagli | Copenaghen | Parken Stadium            | 4º posto in Superligaen  |
| Hobro        | dettagli | Hobro      | DS Arena                  | 7º posto in Superligaen  |
| Horsens      | dettagli | Horsens    | CASA Arena Horsens        | 6º posto in Superligaen  |
| Esbjerg      | dettagli | Esbjerg    | Blue Water Arena          | 2º posto in 1.Division   |
| Midtjylland  | dettagli | Herning    | MCH Arena                 | 2º posto in Superligaen  |
| Nordsjælland | dettagli | Farum      | Farum Park                | 3º posto in Superligaen  |
| Odense       | dettagli | Odense     | Stadio Fionia Park        | 9º posto in Superligaen  |
| Randers      | dettagli | Randers    | Stadio Essex Park Randers | 13º posto in Superligaen |
| SønderjyskE  | dettagli | Haderslev  | Sydbank Park              | 8º posto in Superligaen  |
| Vejle        | dettagli | Vejle      | Vejle Stadion             | 1º posto in 1.Division   |
| Vendsyssel   | dettagli | Hjørring   | Hjørring Stadion          | 3º posto in 1.Division   |

## Allenatori
Alla fine della stagione, il 21 maggio 2018, l'ex allenatore dell'Odense Kent Nielsen, è stato sostituito il 29 maggio 2018 da Jakob Michelsen. Il 16 giugno 2018 invece l'allenatore del Randers Rasmus Bertelsen si è dimesso, e ha preso il suo posto l'allenatore dell'Hobro Thomas Thomasberg, che è stato sostituito a sua volta da Allan Kuhn.

### Allenatori e primatisti
| Squadra      | Allenatore                                            | Giocatore più presente                  | Cannoniere                        |
| ------------ | ----------------------------------------------------- | --------------------------------------- | --------------------------------- |
| Aalborg      | Morten Wieghorst (1ª-19ª) Jacob Friis (20ª-)          | Jacob Rinne (34)                        | Lucas Andersen (10)               |
| Aarhus       | David Nielsen                                         | Jens Stage; Jakob Ankersen (34)         | Patrick Mortensen (9)             |
| Brøndby      | Alexander Zorniger (1ª-22ª) Martin Retov (23ª-)       | Marvin Schwäbe (37)                     | Kamil Wilczek (22)                |
| Copenaghen   | Ståle Solbakken                                       | Denis Vavro (35)                        | Robert Skov (29)                  |
| Hobro        | Allan Kuhn (1ª-22ª) Peter Sørensen (23ª-)             | Jesper Rask; Rasmus Minor Petersen (32) | Pål Alexander Kirkevold (7)       |
| Horsens      | Bo Henriksen                                          | Peter Nymann (31)                       | Hallur Hansson (7)                |
| Esbjerg      | John Lammers                                          | Jeppe Højbjerg; Jakob Sørensen (36)     | Joni Kauko; Adrian Petre (8)      |
| Midtjylland  | Jess Thorup (1ª-12ª) Kenneth Andersen (13ª-)          | Jesper Hansen; Jakob Poulsen (34)       | Paul Onuachu (17)                 |
| Nordsjælland | Kasper Hjulmand (1ª-26ª) Flemming Pedersen (play-off) | Andreas Skov Olsen (36)                 | Andreas Skov Olsen (22)           |
| Odense       | Jakob Michelsen                                       | Sten Grytebust; Jeppe Tverskov (35)     | Bashkim Kadrii (10)               |
| Randers      | Thomas Thomasberg                                     | Patrik Carlgren; Saba Lobzhanidze (37)  | Saba Lobzhanidze; Marvin Egho (8) |
| SønderjyskE  | Claus Nørgaard (1ª-20ª) Glen Riddersholm (21ª-)       | Sebastian Mielitz (34)                  | Mart Lieder (7)                   |
| Vejle        | Adolfo Sormani (1ª-24ª) Constantin Gâlcă (25ª-)       | Mads Greve (31)                         | Allan Goncalves Sousa (10)        |
| Vendsyssel   | Jens Berthel Askou                                    | Alexander Juel Andersen (31)            | Moses Opondo; Alhaji Kamara (4)   |

## Prima Fase

### Formula
La prima fase della Superligaen è molto simile alla nostra serie A: ogni squadra affronta le altre 13 in casa e in trasferta, per un totale di 26 partite giocate da ogni squadra e 364 partite giocate in questa prima fase. Le prime 6 squadre in classifica avanzano alla seconda fase, nei play-off, mentre quelle rimaste avanzano sempre nella seconda fase, ma dalla parte dei play-out.
I play-out si dividono in altri 2 gironcini, il girone A e il girone B.

### Classifica
|  | Pos. | Squadra      | Pt | G  | V  | N  | P  | GF | GS | DR  |
|  | ---- | ------------ | -- | -- | -- | -- | -- | -- | -- | --- |
|  | 1.   | Copenaghen   | 61 | 26 | 19 | 4  | 3  | 65 | 23 | +42 |
|  | 2.   | Midtjylland  | 60 | 26 | 18 | 6  | 2  | 62 | 26 | +36 |
|  | 3.   | Odense       | 42 | 26 | 12 | 6  | 8  | 35 | 31 | +4  |
|  | 4.   | Brøndby      | 38 | 26 | 11 | 5  | 10 | 44 | 40 | +4  |
|  | 5.   | Esbjerg      | 38 | 26 | 11 | 5  | 10 | 32 | 35 | -3  |
|  | 6.   | Nordsjælland | 36 | 26 | 9  | 9  | 8  | 42 | 39 | +3  |
|  | 7.   | Aalborg      | 36 | 26 | 9  | 9  | 8  | 38 | 35 | +3  |
|  | 8.   | Randers      | 34 | 26 | 9  | 7  | 10 | 29 | 34 | -5  |
|  | 9.   | Aarhus       | 31 | 26 | 7  | 10 | 9  | 31 | 34 | -3  |
|  | 10.  | Horsens      | 31 | 26 | 8  | 7  | 11 | 31 | 45 | -14 |
|  | 11.  | SønderjyskE  | 28 | 26 | 7  | 7  | 12 | 30 | 37 | -7  |
|  | 12.  | Vendsyssel   | 22 | 26 | 5  | 7  | 14 | 24 | 41 | -17 |
|  | 13.  | Hobro        | 21 | 26 | 5  | 6  | 15 | 22 | 45 | -23 |
|  | 14.  | Vejle        | 20 | 26 | 4  | 8  | 14 | 22 | 42 | -20 |

Legenda:
      ammesse ai play-off campione di Danimarca
      Ammesse al girone A dei play-out
      Ammesse al girone B dei play-out
Note:
Tre punti a vittoria, uno a pareggio, zero a sconfitta.

### Risultati
|              | Aal  | Aar  | Bro  | Cop  | Hob  | Hor  | Esb  | Mid  | Nor  | Ode  | Ran  | Son  | Vej  | Ven  |
| ------------ | ---- | ---- | ---- | ---- | ---- | ---- | ---- | ---- | ---- | ---- | ---- | ---- | ---- | ---- |
| Aalborg      | –––– | 3-1  | 1-3  | 1-1  | 1-1  | 2-4  | 0-1  | 2-1  | 1-0  | 0-1  | 0-3  | 3-0  | 1-1  | 0-1  |
| Aarhus       | 2-2  | –––– | 3-2  | 1-1  | 1-0  | 1-2  | 2-0  | 1-2  | 1-1  | 1-2  | 0-2  | 1-0  | 2-1  | 1-1  |
| Brøndby      | 3-3  | 2-0  | –––– | 0-1  | 1-0  | 1-2  | 0-1  | 2-2  | 2-0  | 1-1  | 2-1  | 2-4  | 1-1  | 2-3  |
| Copenaghen   | 4-0  | 4-2  | 3-1  | –––– | 3-1  | 1-2  | 3-0  | 2-1  | 2-1  | 6-1  | 4-0  | 3-2  | 2-0  | 1-1  |
| Hobro        | 0-5  | 0-2  | 1-2  | 0-3  | –––– | 0-0  | 2-0  | 1-2  | 3-2  | 3-2  | 0-1  | 0-0  | 1-0  | 1-0  |
| Horsens      | 0-0  | 3-2  | 1-3  | 1-6  | 2-2  | –––– | 1-2  | 1-3  | 3-3  | 1-2  | 1-1  | 1-1  | 1-1  | 3-0  |
| Esbjerg      | 1-4  | 0-0  | 2-1  | 0-2  | 2-0  | 1-0  | –––– | 2-2  | 3-0  | 2-0  | 3-3  | 1-0  | 2-1  | 2-3  |
| Midtjylland  | 2-1  | 1-1  | 3-2  | 3-1  | 5-2  | 3-0  | 3-1  | –––– | 3-3  | 3-0  | 3-0  | 2-1  | 5-0  | 3-0  |
| Nordsjælland | 1-1  | 1-0  | 3-3  | 2-2  | 2-1  | 0-1  | 1-1  | 1-4  | –––– | 1-3  | 4-1  | 4-1  | 2-0  | 3-0  |
| Odense       | 1-2  | 2-2  | 3-0  | 0-1  | 1-0  | 4-0  | 2-1  | 1-1  | 0-0  | –––– | 1-0  | 2-2  | 1-0  | 2-0  |
| Randers      | 2-2  | 0-0  | 0-2  | 0-2  | 3-0  | 2-0  | 0-2  | 1-2  | 1-1  | 1-0  | –––– | 1-1  | 2-0  | 2-0  |
| SønderjyskE  | 0-1  | 0-2  | 0-2  | 0-3  | 1-1  | 2-0  | 3-1  | 0-0  | 1-2  | 0-0  | 3-0  | –––– | 3-0  | 2-1  |
| Vejle        | 1-1  | 1-1  | 1-2  | 1-3  | 3-1  | 3-1  | 1-0  | 1-3  | 1-3  | 0-2  | 1-1  | 2-0  | –––– | 1-1  |
| Vendsyssel   | 1-0  | 2-2  | 1-2  | 2-1  | 1-1  | 0-1  | 1-1  | 0-1  | 0-1  | 3-2  | 0-1  | 2-3  | 1-1  | –––– |

## Seconda Fase

### Play-off
Si qualificano a questa fase le sei migliori classificate della prima fase, e da qui si decreterà il campione di Danimarca, chi si qualifica al secondo turno preliminare di Champions League 2019-2020, al primo turno di qualificazione dell'Europa League 2019-2020 e chi disputerà la finale dello spareggio per l'Europa League 2019-2020.
I punti sono conteggiati come una continuazione della prima fase: ogni squadra affronta le altre 5 in casa e in trasferta, ma i punti sono gli stessi che le squadre avevano nella prima fase.

#### Classifica
|                      | Pos. | Squadra      | Pt | G  | V  | N  | P  | GF | GS | DR  |
| -------------------- | ---- | ------------ | -- | -- | -- | -- | -- | -- | -- | --- |
| Danimarca (bandiera) | 1.   | Copenaghen   | 82 | 36 | 26 | 4  | 6  | 86 | 37 | +49 |
|                      | 2.   | Midtjylland  | 71 | 36 | 21 | 8  | 7  | 76 | 43 | +33 |
|                      | 3.   | Esbjerg      | 56 | 36 | 16 | 8  | 12 | 45 | 47 | -2  |
|                      | 4.   | Brøndby      | 52 | 36 | 15 | 7  | 14 | 60 | 52 | +8  |
|                      | 5.   | Odense       | 52 | 36 | 14 | 10 | 12 | 48 | 48 | +0  |
|                      | 6.   | Nordsjælland | 44 | 36 | 10 | 14 | 12 | 52 | 54 | -2  |

Legenda:
      Campione di Danimarca e ammessa al secondo turno preliminare di UEFA Champions League 2019-2020
      Ammessa al secondo e al primo turno preliminare di UEFA Europa League 2019-2020
      Ammessa alla finale per lo spareggio per l'UEFA Europa League 2019-2020
Note:
Tre punti a vittoria, uno a pareggio, zero a sconfitta.

#### Risultati
|              | Brø  | Cop  | Esb  | Mid  | Nor  | Ode  |
| ------------ | ---- | ---- | ---- | ---- | ---- | ---- |
| Brøndby      | –––– | 1-2  | 0-1  | 4-1  | 2-0  | 2-2  |
| Copenaghen   | 3-2  | –––– | 1-0  | 3-0  | 1-3  | 4-0  |
| Esbjerg      | 1-0  | 4-3  | –––– | 2-2  | 0-0  | 0-0  |
| Midtjylland  | 1-2  | 4-0  | 1-2  | –––– | 0-0  | 2-0  |
| Nordsjælland | 1-1  | 0-3  | 1-2  | 1-2  | –––– | 2-2  |
| Odense       | 0-2  | 0-1  | 4-1  | 3-1  | 2-2  | –––– |

### Play-Out girone A
Si qualificano a questo turno le squadre classificate alla settima, decima, undicesima e quattordicesima piazza nella prima fase. Le ultime due classificate disputeranno le semifinali dei play-out per non retrocedere in 1. Division 2019-2020

#### Classifica
|  | Pos. | Squadra     | Pt | G  | V  | N  | P  | GF | GS | DR  |
|  | ---- | ----------- | -- | -- | -- | -- | -- | -- | -- | --- |
|  | 1.   | Aarhus      | 47 | 32 | 12 | 11 | 9  | 46 | 40 | +6  |
|  | 2.   | SønderjyskE | 35 | 32 | 9  | 8  | 15 | 37 | 45 | -8  |
|  | 3.   | Horsens     | 33 | 32 | 8  | 9  | 15 | 32 | 55 | -23 |
|  | 4.   | Vejle       | 28 | 32 | 6  | 10 | 16 | 34 | 53 | -19 |

Legenda:
      Ammesse ai quarti di finale per lo spareggio per l'UEFA Europa League 2018-2019
      Ammesse al primo turno dei play-out play-out
Note:
Tre punti a vittoria, uno a pareggio, zero a sconfitta.

#### Risultati
|             | AAr  | Hor  | Søn  | Vej  |
| ----------- | ---- | ---- | ---- | ---- |
| Aarhus      | –––– | 3-1  | 2-1  | 2-2  |
| Horsens     | 0-3  | –––– | 0-1  | 0-0  |
| SønderjyskE | 0-1  | 0-0  | –––– | 4-1  |
| Vejle       | 2-4  | 3-0  | 4-1  | –––– |

### Play-Out Girone B
Si qualificano a questo turno le squadre classificate alla ottava, nona, dodicesima e tredicesima piazza nella prima fase. Le ultime due classificate disputeranno le semifinali dei play-out per non retrocedere in 1. Division 2019-2020.

#### Classifica
|  | Pos. | Squadra    | Pt | G  | V  | N  | P  | GF | GS | DR  |
|  | ---- | ---------- | -- | -- | -- | -- | -- | -- | -- | --- |
|  | 1.   | Randers    | 45 | 32 | 12 | 9  | 11 | 35 | 39 | -4  |
|  | 2.   | Aalborg    | 42 | 32 | 10 | 12 | 10 | 44 | 41 | +3  |
|  | 3.   | Vendsyssel | 29 | 32 | 6  | 11 | 15 | 32 | 49 | -17 |
|  | 4.   | Hobro      | 27 | 32 | 6  | 9  | 17 | 31 | 55 | -24 |

Legenda:
      Ammesse ai quarti di finale per lo spareggio per l'UEFA Europa League 2019-2020
      Ammesse al primo turno dei play-out play-out
Note:
Tre punti a vittoria, uno a pareggio, zero a sconfitta.

#### Risultati
|            | Aal  | Hob  | Ran  | Ven  |
| ---------- | ---- | ---- | ---- | ---- |
| Aalborg    | –––– | 1-1  | 1-2  | 1-1  |
| Hobro      | 1-1  | –––– | 1-2  | 3-2  |
| Randers    | 0-2  | 1-0  | –––– | 1-1  |
| Vendsyssel | 1-0  | 3-3  | 0-0  | –––– |

## Terza Fase

### Qualificazione per L'Europa League
Le qualificazioni per l'Europa League si strutturano ad eliminazione diretta con Quarti, Semifinali e finale. Sono ammesse ai quarti le prime 2 squadre di ognuno dei 2 gironcini dei play-out, che si sfidano in incontri di andata e ritorno. Le vincenti sono ammesse alla semifinale, e la vincente della semifinale (sempre con andata e ritorno) sfida in una finale di sola andata la quarta classificata nel girone play-off.
|  | Quarti di finale | Quarti di finale | Quarti di finale | Quarti di finale |   |         | Semifinali | Semifinali | Semifinali | Semifinali |  |  | Finale  | Finale |  |  |
|  |                  |                  |                  |                  |   |         |            |            |            |            |  |  |         |        |  |  |
|  | SønderjyskE      | 1                | 3                | 4                |   |         |            |            |            |            |  |  |         |        |  |  |
|  | Randers          | 1                | 4                | 5                |   |         |            |            |            |            |  |  |         |        |  |  |
|  | Randers          | 1                | 4                | 5                |   | Randers | 2          | 1          | 3          |            |  |  |         |        |  |  |
|  |                  |                  |                  |                  |   | Randers | 2          | 1          | 3          |            |  |  |         |        |  |  |
|  |                  | Aarhus           | 1                | 1                | 2 |         |            |            |            |            |  |  |         |        |  |  |
|  | Aalborg          | Aarhus           | 1                | 1                | 2 | 0       | 0          | 0          |            |            |  |  |         |        |  |  |
|  | Aalborg          |                  |                  |                  |   | 0       | 0          | 0          |            |            |  |  |         |        |  |  |
|  | Aarhus           | 1                | 2                | 3                |   |         |            |            |            |            |  |  |         |        |  |  |
|  |                  |                  |                  |                  |   |         |            |            |            |            |  |  | Brøndby | 4      |  |  |
|  |                  |                  | Randers          | 2                |   |         |            |            |            |            |  |  |         |        |  |  |

### Finali Play-out
I play-out sono stati leggermente semplificati rispetto alla precedente edizione, eliminando sostanzialmente il primo turno.
Si sfidano in gare di andata e ritorno tra di loro le squadre classificatesi terze nei gironi play-out (la vincente è salva) e le squadre classificatesi quarte (la vincente si qualifica per la finale, la perdente retrocede in 1. Division). La perdente tra le terze classificatesi incontra, in gare di andata e ritorno, la squadra classificatasi terza in 1. Division; la vincente tra le quarte classificatesi incontra, in gare di andata e ritorno, la squadra classificatasi seconda in 1. Division. Le vincenti delle finali partecipano alla Superligaen 2019-20, chi perde va in 1.Division 2019-20.
|  | Semifinale | Semifinale | Semifinale | Semifinale | Semifinale |  |  | Finale | Finale     | Finale | Finale | Finale |
|  |            |            |            |            |            |  |  |        |            |        |        |        |
|  |            |            |            |            |            |  |  |        | Lyngby     | 2      | 2      | 4      |
|  |            | Vendsyssel | 0          | 1          | 1          |  |  |        | Vendsyssel | 1      | 2      | 3      |
|  |            | Horsens    | 1          | 1          | 2          |  |  |        |            |        |        |        |

|  | Semifinale | Semifinale | Semifinale | Semifinale | Semifinale |  |  | Finale | Finale | Finale | Finale | Finale |
|  |            |            |            |            |            |  |  |        |        |        |        |        |
|  |            |            |            |            |            |  |  |        | Hobro  | 1      | 2      | 3      |
|  |            | Hobro      | 0          | 2          | 2          |  |  |        | Viborg | 0      | 0      | 0      |
|  |            | Vejle      | 1          | 0          | 1          |  |  |        |        |        |        |        |

## Classifica marcatori
| Gol |  |  | Giocatore          | Squadra       |
| --- |  |  | ------------------ | ------------- |
| 29  |  |  | Robert Skov        | Copenaghen    |
| 22  |  |  | Dame N'Doye        | Copenaghen    |
| 22  |  |  | Andreas Skov Olsen | Nordsjaelland |
| 21  |  |  | Kamil Wilczek      | Brøndby       |
| 17  |  |  | Paul Onuachu       | Midtjylland   |
| 10  |  |  | Godsway Donyoh     | Nordsjaelland |
| 10  |  |  | Allan Sousa        | Vejle         |
| 10  |  |  | Lucas Andersen     | Aalborg       |
| 10  |  |  | Bashkim Kadrii     | Odense        |